# La Bretonnière-la-Claye
La Bretonnière-la-Claye är en kommun i departementet Vendée i regionen Pays de la Loire i västra Frankrike. Kommunen ligger i kantonen Mareuil-sur-Lay-Dissais som tillhör arrondissementet La Roche-sur-Yon. År 2022 hade La Bretonnière-la-Claye 587 invånare.

## Befolkningsutveckling
Antalet invånare i kommunen La Bretonnière-la-Claye
| Referens: INSEE |